# Манасеури
Манасеури (груз. მანასეური) — село в Грузии, на территории Душетского муниципалитета края (мхаре) Мцхета-Мтианети.

## География
Село находится в северо-восточной части Грузии, на левом берегу реки Белая Арагви, на расстоянии приблизительно 35 километров (по прямой) к северо-северо-западу от города Душети, административного центра муниципалитета. Абсолютная высота — 1340 метров над уровнем моря.

## Население
По результатам официальной переписи населения 2014 года в Манасеури проживало 19 человек (9 мужчин и 10 женщин). В национальном составе грузины составляли 100 %.
| Год  | Население, человек |
| ---- | ------------------ |
| 2002 | 38                 |
| 2014 | ↘ 19               |